# Kleine Koolwijk
Klein Koolwijk is een buurtschap in de gemeente Oss in de Nederlandse provincie Noord-Brabant. Het ligt ten oosten van Oss even voorbij het dorp Berghem. Het vormt samen met Groot Koolwijk het gehucht Koolwijk, dat ooit lag in de voormalige gemeente Herpen, daarna in de voormalige gemeente Ravenstein en dat sinds 2003 behoort tot de gemeente Oss.
Steden: Megen · Oss · Ravenstein

Dorpen: Berghem · Demen · Dennenburg · Deursen · Dieden · Geffen · Haren · Herpen · Huisseling · Macharen · Kessel · Lith · Lithoijen · Maren · Maren-Kessel · Neerlangel · Neerloon · Oijen · Overlangel · Teeffelen

Buurtschappen: Achterste Heide · Benedeneind · Boveneind · Duurendseind · Elst · Gement · Keent · Kleine Koolwijk · Koolwijk · 't Wild

Noord-Brabant: Steden en dorpen      Nederland: Provincies · Gemeenten